# Lobo de Gubbio

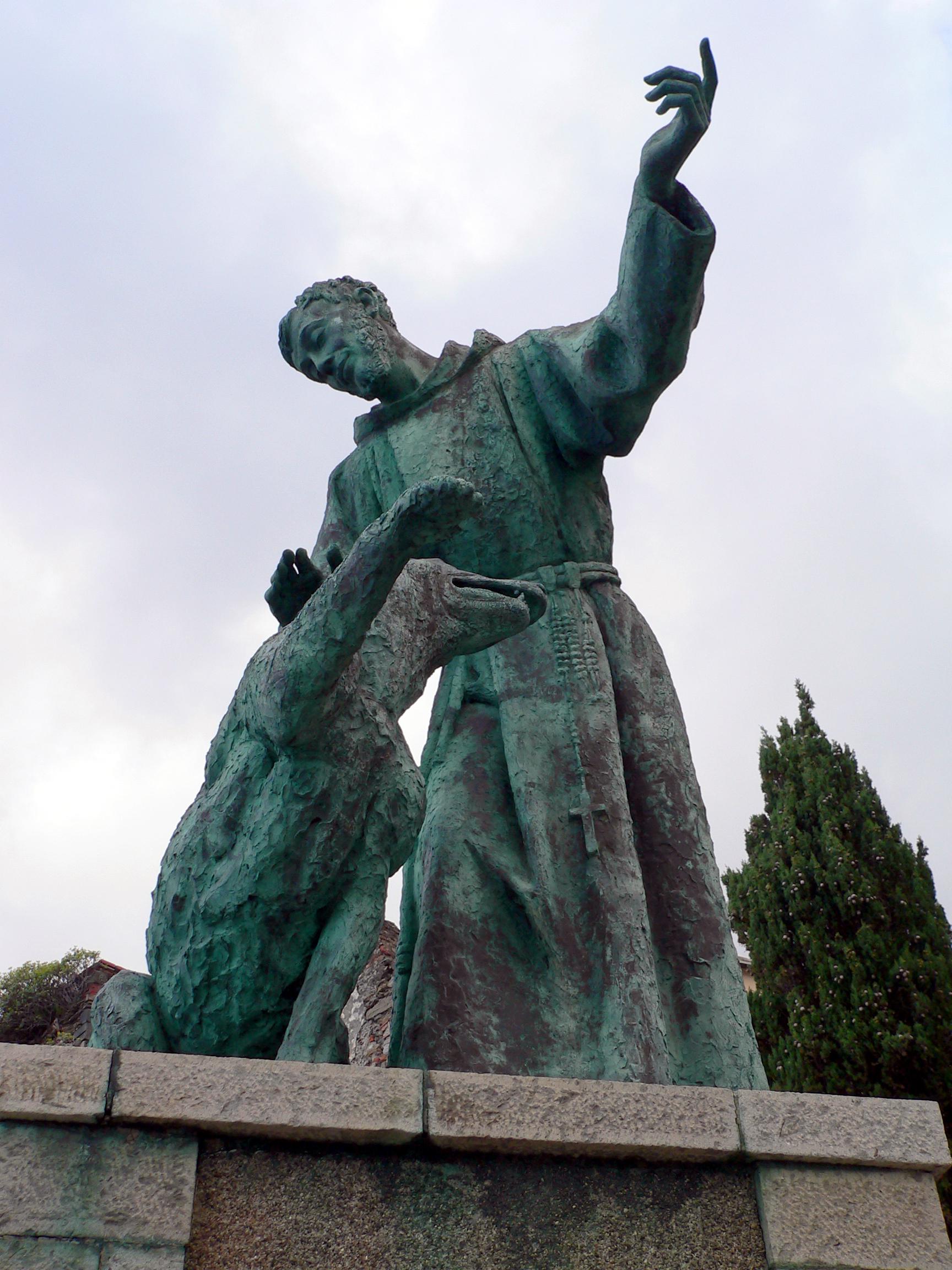
Estatua de Francisco de Asís y el lobo de Gubbio, obra del escultor italiano Silvio Monfrini. Iglesia de san Francisco en Monterosso al Mare, en la región italiana de Liguria.

Según Las florecillas de San Francisco, el lobo de Gubbio era un cánido feroz que asolaba la ciudad italiana de Gubbio, situada en Umbría, en la actual provincia de Perugia. De acuerdo con la narración, este lobo europeo era un depredador que había devorado tanto animales como personas. Presentaba tal ferocidad que nadie se aventuraba siquiera a salir de la ciudad. Francisco de Asís, movido por su compasión a los habitantes del lugar, actuó motu proprio sin que solicitaran su intervención: buscó al lobo y lo conminó en nombre de Cristo a no hacer más daño a nadie. Apenas el «santo de Asís» trazó la señal de la cruz, el lobo cerró la boca, dejó de correr, se acercó mansamente, y se echó a sus pies. Conducido por Francisco hasta la ciudad, el lobo vivió en ella durante dos años hasta su muerte por vejez. En alusión a este episodio, el lobo aparece en ocasiones como un emblema de Francisco de Asís, y el conjunto del santo y el lobo se observa en variadas representaciones iconográficas. La riqueza simbólica del relato se refleja en la multiplicidad de análisis y reelaboraciones de que fue objeto.

## Análisis del relato
En el imaginario occidental, el lobo es el animal feroz por excelencia, símbolo de salvajismo. Fue temido en la Edad Antigua, Media y Moderna. En el Medievo llegó a compararse al lobo con el diablo. Aunque en general el lobo tiene carácter tímido en su trato con los seres humanos, es posible que el simbolismo antedicho haya tenido como germen la ocurrencia de ataques reales. Por ejemplo, se conservan diversos informes eclesiásticos y administrativos procedentes del norte de Italia que indican que 440 personas murieron por ataques de lobos entre los siglos XV y XIX, producidos en la llanura padana, la zona central del valle del río Po.
En referencia a Francisco de Asís, existen narraciones en las que los lobos se amansaban ante su presencia en dos poblaciones, la de Greccio y la de Gubbio.

Mucho se ha escrito sobre la historicidad y el significado del relato del lobo de Gubbio. Puede tratarse de una transposición poética de la liberación del azote de los lobos que las fuentes bibliográficas sitúan en la comarca de Greccio. El contenido del sermón del Santo es idéntico en las dos comarcas. O podría ser una ampliación dramatizada de otro hecho conservado en la Legenda S. Verecundi: Francisco va con un compañero, al atardecer, camino de Gubbio montado en un borriquillo. Unos labriegos le advierten del peligro por los muchos lobos que merodean por la zona. «Y ¿qué mal he hecho yo al hermano lobo —replica el Santo-- para que quiera acometernos y devorar a nuestro hermano asno? Quedaos tranquilos y no paséis pena por nosotros». Y prosigue el camino sin tropiezo. Los autores de la narración vieron corroborada su tesis cuando hace algunos años fue hallado el cráneo de un lobo en el lugar que la tradición señalaba como la tumba de la famosa fiera.
Ildefonso Montero Agüera

Según Roger Sorrell, el incidente del lobo de Gubbio contiene expresiones similares a las creencias de Francisco. El santo, confiado en el poder que atribuía a Dios, rehusó temerle al lobo y lo confrontó con sus crímenes. El animal debería ser castigado pero el santo rectificó la situación haciendo un pacto de paz con el lobo.
El relato es un ejemplo de la narrativa cristiana propia de la época antigua y medieval, que presentaba a santos como Francisco de Asís, Egidio Abad (al que se representa con una cierva), Herve el ermitaño, Pablo el ermitaño, y Antonio de Padua, patrono de los animales domésticos, ejerciendo influencia sobre el comportamiento de los animales o sobre la naturaleza. Desde el punto de vista del historiador, las Florecillas no necesariamente presentan los hechos precisos sino más bien el animus franciscano de los orígenes.
Más allá del grado de historicidad de la narración, el relato es reconocido como un reflejo de las actitudes y del ideario vivido por el «santo de Asís».
No obstante, en la iglesia de San Francesco della Pace en Gubbio —custodiada por la L'Università dei Muratori Scalpellini e Arti Congeneri—, reposan los restos de un lobo que la tradición ha identificado con el lobo de Gubbio del relato. Allí yace la piedra, utilizada actualmente como mesa del altar, sobre la cual Francisco de Asís habría predicado al pueblo de Gubbio y acordado el pacto de paz entre el pueblo y el lobo.

## El lobo de Gubbio en las artes plásticas
El relato de las Florecillas, ejemplo de la narrativa cristiana propia de la época en que se escribió, fue motivo de representaciones pictóricas:

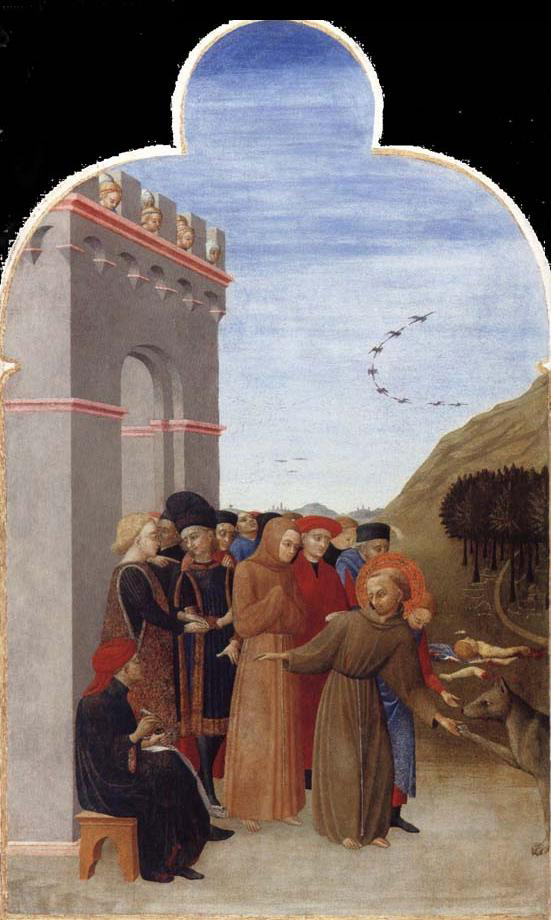
San Francesco e il lupo di Gubbio (1437-1444) de Stefano di Giovanni, llamado Sassetta

- San Francesco e il lupo di Gubbio (1437-1444) de Sassetta es uno de los 7 paneles del retablo realizado originalmente para el altar mayor de la iglesia de San Francisco, en Sansepolcro y que representan la vida del santo de Asís. Este panel ilustra la única escena que no se basa en la Legenda Mayor de San Francisco escrita por san Buenaventura de Fidanza. Los paneles fueron adquiridos en 1934 por la National Gallery de Londres, donde se conservan.

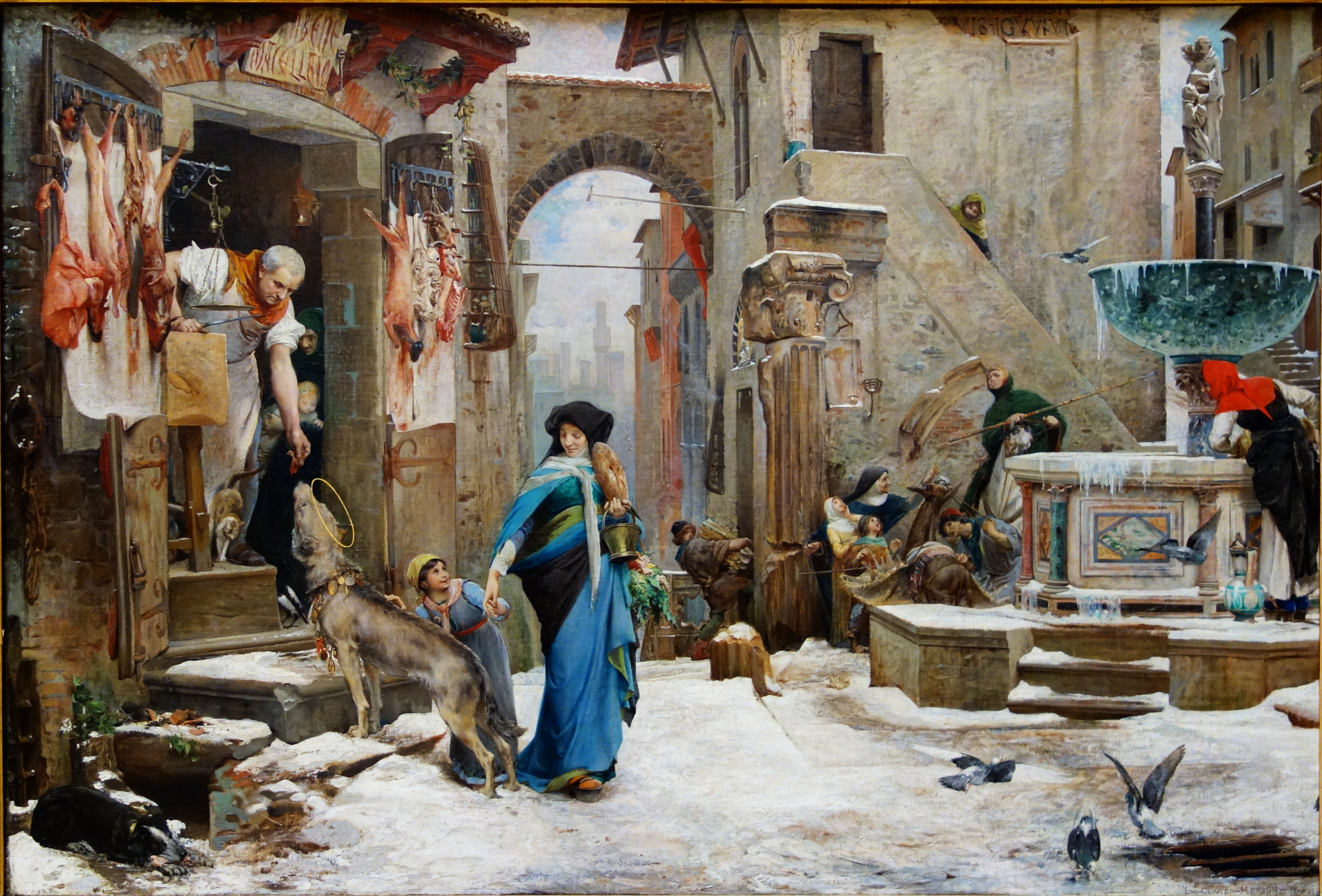
Le loup d'Aggubio, obra de Luc-Olivier Merson realizada en 1877 y expuesta en el Salón en 1878. Palais des Beaux-Arts de Lille.

- Le loup d'Agubbio (1877), de Luc-Olivier Merson (1846 - 1920), es un óleo dedicado a su amigo Adolphe Giraldon que muestra una imagen de la fiera, ya mansa por la prédica de Francisco, en las calles de la ciudad. La obra se conserva en el Palais des Beaux-Arts de Lille.

## El lobo de Gubbio en las artes literarias

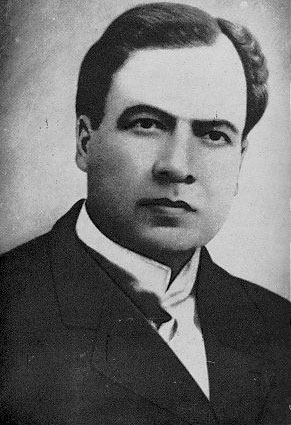
Rubén Darío

En la literatura, el relato inspiró la poesía de Rubén Darío titulada Los motivos del lobo. Este poema pertenece a la etapa de madurez literaria de Rubén Darío y fue publicado en Mundial Magazine en 1913, tres años antes de la muerte del autor. Por su carácter dramático y su estructura en siete partes, este poema es considerado una de las composiciones que demandan del intérprete un elevado nivel técnico y capacidad histriónica.
En la poesía, Rubén Darío se refiere al animal como el lobo de Gubbia. Se desconoce la razón precisa de la diferencia en el nombre de la localidad. Asimismo, la narración poética se aparta del contenido original de las Florecillas de San Francisco puesto que, en la poesía, el lobo retorna más tarde a su estado salvaje inicial como respuesta a las actitudes de los hombres.

La única variante notable entre el capítulo de las Florecillas y la versión dariana, reside en el desenlace. Según aquéllas, el hermano lobo murió de viejo, de lo cual se dolían mucho los ciudadanos, porque viéndolo andar tan manso por la ciudad se acordaban más de la virtud y santidad de San Francisco. En cambio, el genio de Rubén [Darío] se rebela contra lo objetivo de la piadosa y poética narración, para imprimir carácter absolutamente lírico a los acordes finales de su poema, haciendo que el lobo regrese a la montaña a causa de la maldad de los hombres.
Eduardo Zepeda-Henríquez

## El lobo de Gubbio en el arte musical
El sacerdote y compositor Cesáreo Gabaráin escribió la siguiente letra de la canción Hermano Lobo:

¿Por qué te volviste lobo? Tal vez no te amé bastante. ¿Por qué te volviste lobo? Tal vez no te supe amar. ¿Por qué con rencor me acechas y quieres morder mi mano? Tal vez yo no fui tu hermano y nunca te abrí mi hogar. ¿Por qué tú nos odias tanto? Tal vez yo te odié primero. ¿Por qué nos acosas fiero? Tal vez te enseñé a acosar. ¿Por qué con rencor me acechas... ¿Por qué vives en tinieblas? Tal vez te negué mi lumbre, y toda tu pesadumbre nació de mi crueldad. ¿Por qué con rencor me acechas... Hoy vengo a llamarte hermano y darte la paz y el bien. Hoy vengo a llamarte hermano y juntos volver a amar. Los hombres a veces somos más fieros que el lobo fiero. Hoy darte mi mano quiero... y abrirte por fin mi hogar.

En su álbum La grasa de las capitales (1979), la banda de rock argentina Serú Girán compuso un tema llamado San Francisco y el lobo interpretado por David Lebón con su guitarra. La balada hace referencia a la versión dariana de la historia, el poema titulado Los motivos del lobo. La música está influenciada por Blackbird de The Beatles, en tanto que la letra de la canción consiste en una narración en primera persona por el lobo, que se plantea si podrá recuperar su estado salvaje mientras vuelve al bosque:

Buenas noches — el lobo comenzó a hablar — estoy aquí por última vez, verás. En el bosque mis días solía pasar, salvaje y cruel, seguro en mi soledad. Tu voz me hizo ver, tu luz me alejó del mal, los niños sonreían al mirarme, y el amor me hacía llorar. Pero un día el hombre mal me empezó a tratar, abrieron heridas que no cerrarán jamás. Padre, ¿volveré a ser feroz? Mi garra será mortal. ¿Volveré a dar temor? El miedo será mi hogar. El bosque escuchará aullidos de tempestad. ¿Volveré a ser feroz? Un rayo en la oscuridad.

## El lobo de Gubbio en la teología de la liberación
En uno de sus ensayos, Leonardo Boff hizo referencia al relato del lobo de Gubbio para ejemplificar el logro de la paz en una sociedad de desiguales. Según Boff, el episodio de la domesticación del lobo de Gubbio representa una metáfora de la actitud de Francisco de Asís hacia los explotadores que amedrentaban y maltrataban a la población de una ciudad. Francisco recurrió al camino del diálogo y de la sensibilidad frente a la dureza de la opresión, convencido de la primacía de la colaboración sobre el antagonismo. Así es como solucionó situaciones de litigio graves en Bolonia, Arezzo, Siena y en su ciudad natal, Asís.

## El lobo de Gubbio en el psicoanálisis

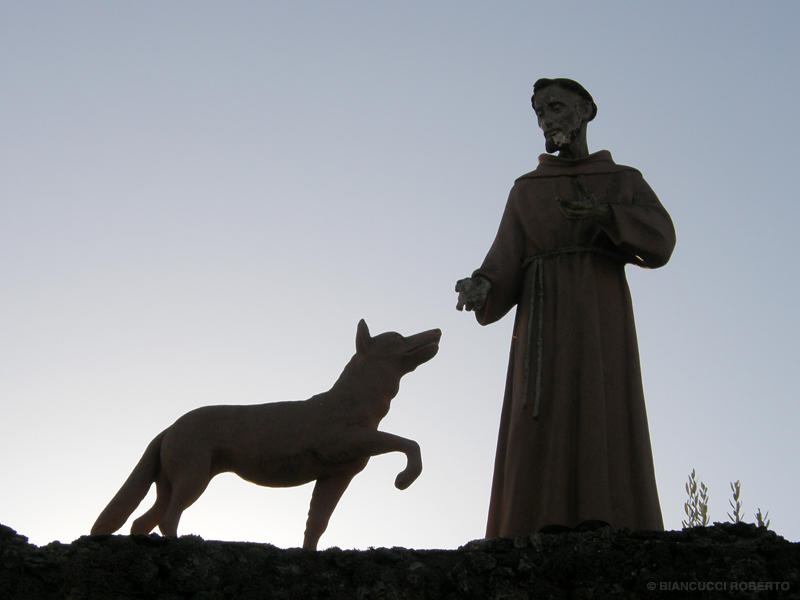
San Francisco y el lobo, estatua ubicada en Villa Bizzarri, provincia de Teramo, Italia.

El lobo como símbolo no solo entraña un aspecto feroz, sino también otro benéfico. Porque es capaz de ver en la noche, es símbolo de luz.
En el psicoanálisis, se asocia al relato del lobo de Gubbio con la reconciliación del inconsciente colectivo con sus zonas más oscuras (concepción jungiana de la sombra). Se utiliza como una metáfora para describir todo aquello que se rechaza de uno mismo o de la sociedad en que se vive, personificado por el lobo. Así reescribe el relato un autor contemporáneo, significando que el lado rechazado y mal amado de uno mismo puede ser reconocido e integrado para favorecer el equilibrio psicológico y espiritual de la personalidad:

A la mañana siguiente, todos los aldeanos, reunidos en la plaza pública, estaban impacientes por el retraso de Francisco. Viéndolo salir al fin del bosque, se pusieron a gritar de alegría. A paso lento, el santo se abrió camino hasta la fuente y, subido al brocal, increpó a los oyentes: «Gente de Gubbio, debéis alimentar a vuestro lobo». Sin otro comentario, bajó de la fuente y se marchó.

Al principio, la gente de Gubbio se tomó muy mal la cosa. Se enfadaron contra san Francisco. Su miedo al lobo dio paso a la decepción y a la cólera contra aquel santo inútil. Pero después cambiaron de opinión y encargaron a un aldeano que dejase, esa misma noche, una pierna de cordero en su puerta. Y en adelante hicieron lo mismo todas las noches.

Desde entonces, nadie en Gubbio murió desgarrado por el lobo. La vida volvió a su curso normal. Por otra parte, esta prueba hizo más juiciosa a la gente de la aldea. Dejaron de hacer alarde de una actitud arrogante y de desprecio hacia los habitantes de otras aldeas del valle. La presencia del lobo en su bella aldea los había vuelto más humildes.
Jean Monbourquette